# Veturilo

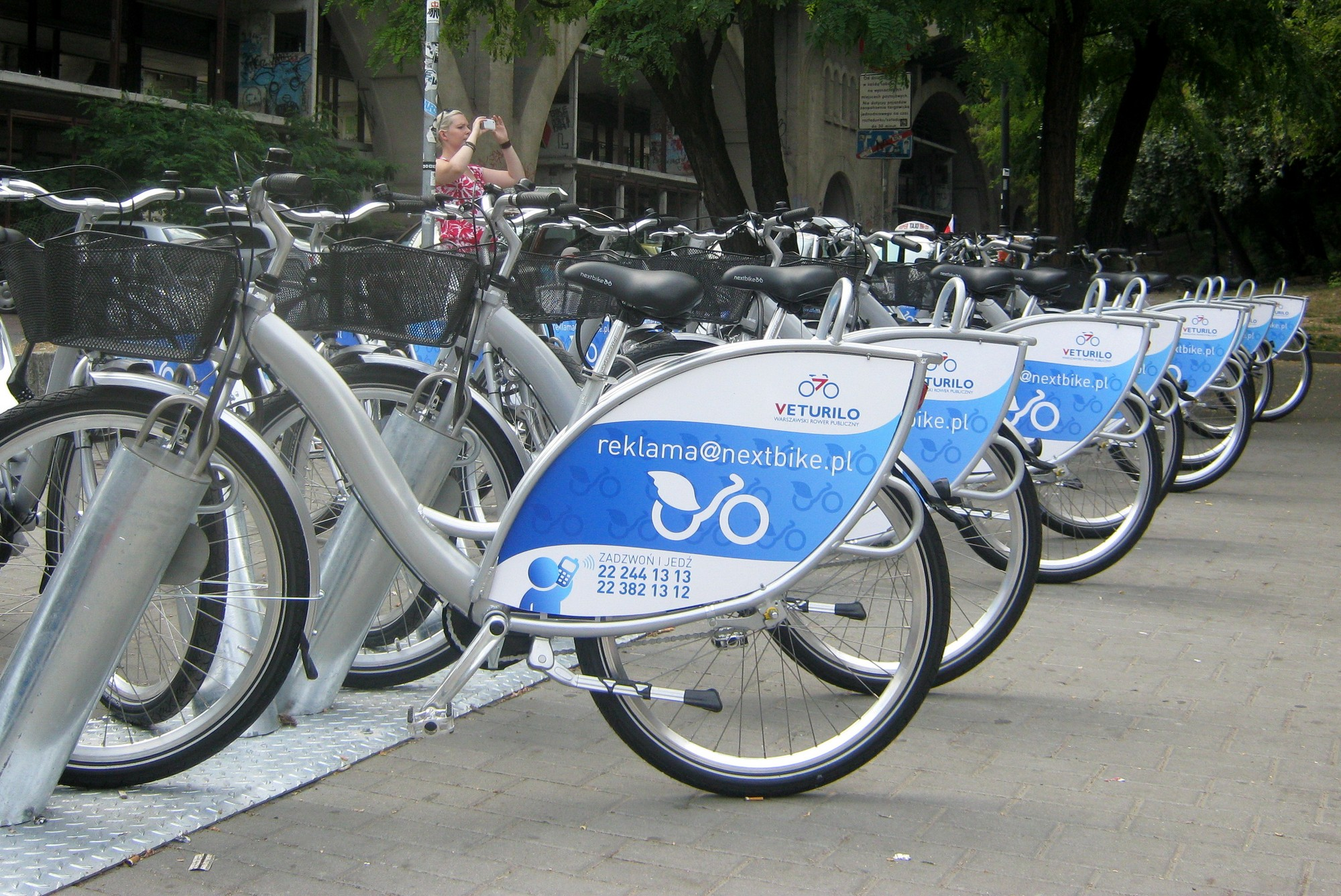
Veturilo-Fahrräder

Veturilo ist ein Fahrradverleihsystem in Warschau, das seit 2012 besteht. Das Wort Veturilo bedeutet Fahrzeug oder Verkehrsmittel auf Esperanto, wobei der Buchstabe V im polnischen Alphabet nicht enthalten ist.

## Geschichte
Veturilo startete im August 2012 mit 55 Stationen und 1000 Fahrrädern in drei Stadtbezirken.
Seit 2012 ist nextbike Polska der Betreiber im Auftrag der Stadt. Veturilo zählte 2018 ca. 5300 Räder, darunter auch Tandems, E-Bikes und Kinderräder. Ausgeliehen werden können sie an 370 Stationen. Mit Stand 2020 wurde der Service seit Beginn 28,8 Millionen Mal in Anspruch genommen, im Jahr 2020 wurden 3,18 Millionen Ausleihvorgänge bekanntgegeben.
2020 schrieb die Stadt Warschau Veturilo neu aus. Jedoch gab nur ein spanisches Unternehmen ein Angebot ab, dass wesentlich oberhalb des Budgets lag. Die Ausschreibung wurde aufgehoben. Im Januar 2021 wurde Nextbike Polska mit dem weiteren Betrieb für den Zeitraum 2021 bis 2028 beauftragt.
Veturilo in Warschau ist das fünftgrößte Fahrradverleihsystem in Europa.
Nach Einschätzung der Süddeutschen von 2018 braucht man als Fahrradfahrer auf Warschaus Straßen Mut, da es oft an Fahrradwegen mangele. Einen großen Anteil an den Verbesserungen der letzten Jahre hat Veturilo, da es als Argument zum Ausbau der Infrastruktur diente.